# نجيب سرور
محمد نجيب محمد هجرس (1 يونيو 1932 - 24 أكتوبر 1978) المعروف بمحمد سرور شاعر مصري، لُقِّب ب«شاعر العقل» وناقد وكاتب مسرحي،  وتزوج من الفنانة المصرية سميرة محسن. ولد بقرية إخطاب، مركز أجا، محافظة الدقهلية بمصر.

## حياته
ولد في تاريخ 27 محرم سنة 1351هـ الموافق 1 يونيو 1932م في أخطاب وهي قرية فلاحيـة صغيرة بمحافظة الدقهيلة، تقتات بجني ما يزرع أهلها ومـا يربون من الدواجن والمواشي بعيدًا عن أية رعاية حكومية وترسل أبنـاءها بقليل من الحماس إلى المدارس الحكومية المجانية المكتظة بالتلاميذ يتعلمون بشروط بائسة القليل من المعرفة والعلم بعكس مدارس المدن الكبيرة أو المدارس الخاصة المكلفة.
إدراك نجيب أهمية عالم المسرح بالنسبة لقضيته الأولى، النضال من أجل كشف الحقيقة سعيًا للحرية والعدالة، جعلته يترك دراسته الجامعية في كلية الحقوق قبل التخرج بقليل والالتحاق بالمعهد العالي للفنون المسرحية الذي حصل منه على الدبلوم في عام 1956 وهو في الرابعة والعشرين من العمر. حياة البؤس والحرمان واضطهاد بقايا الإقطاعية من مالكي الأراضي والمتنفذين للفلاحين البسطاء في الدقهلية، حيث نشأ نجيب سرور، تركت بذورًا ثورية في نفس الفتى الذي امتلأ قلبه حقداً على الإقطاعيين وسلوكهم غير الإنساني تجاه الفلاحين.
«قصيدة الحذاء» التي كتبها عام 1956 في قصة تعرض أبيه أمامه وهو طفل للمهانة والضرب من عمدة القرية الذي سماه نجيب الرب  وكان جشعًا جلفـًا ظالما قاسي القلب يتحكم في أرزاق الفلاحين وفي حياتهم.
بتركه كلية الحقوق ودراسته وتخرجه من المعهد العالي للفنون المسرحية تبدأ علاقات نجيب المتميزة مع الكتاب والأدباء والمفكرين والمناضلين والفنانين من خلال أعمـال مسرحية شعبية برز فيهـا كمؤلف وممثـل ومخرج لافتــاً الأنظـار إلى عبقرية نـادرة.
أخفى نجيب بداية انتمائه إلى جماعة حدتو الشيوعية قبل سفره في بعثة حكومية إلى الاتحاد السوفييتي لدراسة الإخراج المسرحي من عام 1958 وحتى عام 1973 حيث أعلن هناك تدريجيًا ميله للماركسية مما كان له أثر سلبي لدى مجموعة الطلاب الموفدين الذين حرضوا السفارة المصرية ولفقوا التقارير ضده وفي نفس الوقت تحول تساؤل الشيوعيين العرب عن كونه يحمل الفكر الماركسي في حين أنه موفد ضمن بعثة حكومية إلى شكوك أقلقته وأثارت في نفسه اكتئابا.
هذه المعاناة جعلته يبالغ في تأكيد صدقه ونفوره من مجموعة الموفدين وعدم ارتباطه بأية جهة غير شيوعية عن طريق تشكيل مجموعة الديمقراطيين المصريين في السنة الدراسية الثانية عام 1958 وتعمد المشاركة في الحياة الطلابية وإلقاء الخطب الحماسية والبيانات ضد النظام الديكتاتوري وسياسة القمع في مصر والأردن والتي امتلأت بسببها سجون البلدين بالآلاف من أبناء الوطن الشرفاء من عمال وفلاحين ومثقفين. عندها فقط زالت الشكوك عن نجيب الذي سرعان ما أحاطه الشيوعيون من بلدان الشرق الأوسط بالمحبة والدعم وساعدوه بالتعاون مع إدارة الجامعة لحل مشكلة المنحة الحكومية المسحوبة وإبقائه في المغرب بمنحة حزبية أممية.
في المغرب كتب نجيب دراسات نقدية ومقالات ورسائل وقصائد نـُشر بعضها في مجلات لبنانية أما ما لم ينشر عند كتابته فقد جمع بعضه فيما بعد ونشر بواسطته أو بمبادرة من أصدقائه بعد وفاته وترك الآخر كما هو في مكتبة بيته. مثل: «رحلة في ثلاثية نجيب محفوظ» - دراسة طويلة كتبها عام 1958 ونشر فصولاً منها في المجلة اللبنانية (الثقافة الوطنية) 1958 ثم جمعها وقام وقدم لها محمد دكروب وصدرت في سلسلة «الكتاب الجديد» - دار الفكر الجديد، بيروت 1989 ثم أُعيد نشرها كاملة عن دار الفارابي عام 1991 أعمال شـعرية عن الوطن والمنفي - ديوان كتب قصائده في موسكو و‌بودابست بين 1959 و1963 ولم ينشر.
ولع نجيب بالأدب والفلسفة وشغفه بالقراءة وكتابته للشعر بالعربية الفصحى لم يكبت رغبته الدائمة بمخاطبة الناس عبر المسرح. كان التمثيل في نظره أداة التعبير الأكثر نجاعة. ويقول أصدقاؤه بأنه لم يلقِ عليهم قصائده بل قام بتمثيلها. وكان له من المهارة في الأداء والتحكم بتعابير الوجه وحركة اليدين ما يشد الناس إليه فينشدوا بكليتهم إلى موضوع القصيدة أو الحديث مثيرا عواطفهم ومشاعر الحب أو الكراهية والضحك أو العبوس وتدفق الدموع حسب الموقف.
أي موضوع عند نجيب سرور هو مادة يسخرها لربط الأمور وتسليط الضوء على أسباب معاناة الناس والظلم والاستغلال والتخلف. هذه البراعة عند نجيب سرور أساسها دراسته لفن التمثيل في المعهد العالي للفنون المسرحية بالقاهرة وقد حرص على التعرف في المغرب على المدارس المختلفة في الفنون المسرحية وانتقاء منها ما يريد بحرية وشجاعة ودون قيود فأصبح بعدها يتوق إلى العودة إلى مصر ليلتحم بشعبه ورفاقه وطليعة المثقفين المصريين ويقوم بدوره النضالي من أجل أن تحيا مصر ويسعد شعبها.
كانت مصر في الخمسينات حُبلى بالثورة وشهد نجيب سرور وهو على مقاعد الدراسة انطلاق ثورة 23 يوليو وواكب - بعد التخرج- العدوان الثلاثي على مصر مما عمّق في نفسه الكره الشديد للامبريالية والاستعمار والرأسمالية وكان منطقياً أن يلتزم الخط الأحمر فانتمى إلى الحزب الشيوعي وطار إلى موسكو في بعثة حكومية لدراسة الإخراج المسرحي وصُدم - كما صدم غيره- بالوحدة الارتجالية مع سوريا ثم بمؤامرة الانفصال وراقب عن كثب بطش المخابرات المصرية بالطلبة فتحول إلى (معارض) سياسي في الخارج وسحبت منه البعثة والجنسية فزاد اقتراباً والتحاماً بأمميته وأصبح أحمر اللون عن (حق وحقيق) وليس عن ترف.
- لكن الفلاح المصري في ثنايا نجيب سرور لا يمكن أن يتأقلم مع القوقازي أو الروسي الأبيض حتى لو كان يتبنى الفكر الأحمر وسرعان ما اصطدم سرور بتنظيمات الحزب الشيوعي في الاتحاد السوفييتي نفسه فهرب إلى المجر ومنها إلى مصر عام 1964.
- كانت مخابرات صلاح نصر في عام 1964 في أوج تألقها وسطوتها وكان من الطبيعي أن يحل نجيب سرور ضيفاً على زنازين صلاح نصر فيعذب وينفخ ويصلب وتمارس عليه كل أنواع التعذيب التي أبدع صلاح نصر في ابتكارها. ومع ذلك كانت بصمة نجيب سرور على الحياة الثقافية في مصر واضحة للعيان حتى يوم وفاته في عام 1978 فقد شارك في الحياة الثقافية شاعراً وناقدا وباحثا وكاتبا مسرحيا وممثلاً ومخرجاً حتى أصبح أحد اعلام المسرح العربي المعاصر.
- كان الأمن المصري قد ترك الحبل على غاربه لنجيب سرور بعد أن وجد صلابة هذا الفلاح المصري المثقف لن تفت في عضدها زنازين صلاح نصر إلى أن تجاوز نجيب سرور الخط الأحمر حين توقّف أمام مجازر الملك حسين بحق الفلسطينيين في أيلول عام 1971 بكتابة وإخراج مسرحية بعنوان (الذباب الأزرق) سرعان ما تدخلت المخابرات الأردنية لدى السلطان المصرية لإيقافها. وبدأت منذ ذلك التاريخ مواجهة جديدة بين الأمن المصري ونجيب سرور انتهت بعزله وطرده من عمله ومحاصرته ومنعه من النشر ثم اتهامه بالجنون.
- في هذه الفترة بالذات ولدت معلقته الشهيرة "؟؟ أميات" تقريباً في الفترة نفسها التي كتب فيها مظفر النواب "؟؟ أمياته" التي سماها (وتريات ليلية) ومع أن قصيدة مظفر النواب كانت الأسبق إلى الشهرة والانتشار إلّا أن هذا لم يكن بسبب تفردها أو تفوقها على "أميات" نجيب سرور وإنما لأن القصيدة حلقت عربياً بجناحين فلسطينيين فقد كان كان مظفر محسوباً على المقاومة الفلسطينية التي تبنته وطبعت كتبه وأقامت لها الندوات والأمسيات وأغدقت عليه الكثير من الأموال. وكان التشابه بين الرجلين كبيرا. فالاثنان شيوعيان، والاثنان مثقفان وظفا التاريخ والأسطورة في عملهما الإبداعي، والاثنان من طويلي اللسان، والاثنان على قوائم المطلوبين لأجهزة الأمن، والاثنان سطرا "أمياتهما" بعد مجازر أيلول بحق الفلسطينيين.
- حذف النقاد العرب اللفظة الأولى من اسم الديوان واكتفوا بالتعريف به على أنه «أميات» أو «الأميات» ومات نجيب سرور في 24 أكتوبر 1978 في مستشفى للأمراض العقلية بدمنهور أودعته فيها المخابرات المصرية عن ستة وأربعين عاماً.[3]

## عمله الأدبي
مع عودة الشاعر إلى مصر عام 1964 بدأت حياته الفنية والأدبية والسياسية التي استمرت قُرابة الأربعة عشر عامًا حتى وفاته متأرجحة بين النجاح والمعاناة الشديدة، بكتابة وتقديم النصوص الدرامية ومسرحياتها، استهلّها في عام 1965 بعمل مسرحي من إخراج كرم مطاوع بعنوان «ياسين وبهية»
ثم كتب مسرحية «يا بهية وخبريني» عام 1967 بإخراج كرم مطاوع ثم «آلو يا مصر» وهي مسرحية نثرية، كتبت في القاهرة عام 1968 و«ميرامار» وهي دراما نثرية مقتبسة عن رواية نجيب محفوظ المعروفة من إخراجه عام 1968. استمر تألق نجم نجيب سرور مع هذه الأعمال التي نشرت معظمها كتبًا في طفرة الصعود في السبعينات.
في عام 1969 قدم نجيب سرور من تأليفه وإخراجه المسرحية النثرية الكلمات المتقاطعة التي تحولت فيما بعد إلى عمل تليفزيوني أخرجه جلال الشرقاوي ثم أعاد إخراجها للمسرح شاكر عبد اللطيف بعد عشر سنوات واستمر تألق هذا العمل الفني حتى عام 1996. وفي عام 1969 قدّم المسرحية النثرية الحكم قبل المداولة، وقد قام بتحقيقها ونشرها كاملة الباحث الجاد محمد السيد عيد. وكتب المسرحية النثرية البيرق الأبيض وفي عام 1970 قدّم ملك الشحاتين وهي كوميديا غنائية مقتبسة عن أوبرا القروش الثلاثة لبرشت و«الشحاذ» لجون جاي من إخراج جلال الشرقاوي.
تجددت معاناة نجيب سرور بشدة في العام 1971 عندما كتب وأخرج العمل المكرس لمذابح أيلول الأسود في الأردن بعنوان الذباب الأزرق في قالب الكوميديا السوداء، إذ مُنع عرض هذه المسرحية من قبل أجهزة الرقابة في القاهرة. ثم كتب في العام 1974 المسرحية الشعرية منين أجيب ناس وقد عرضت في نفس العام أعقبها بمسرحية نثرية لم تعرض وتحمل العنوان النجمة ام ديل ثم بالدراما الشعرية المقتبسة عن مسرحية هاملت لشكسبير وحملت العنوان «أفكار جنونية في دفتر هملت». معظم أعمال نجيب الدرامية طبعت ونشرت بشكل فردي وكذلك ضمن مجموعة الأعمال الكاملة التي صدرت عام 1997.
أغلب أعماله الشعرية كتبها فُرادى خلال فترات متباعدة ثم جمعها في دواوين أو مجموعات. فالمجموعة الشعرية «التراجيديا الإنسانية» كتب بعض قصائدها في مصر منذ 1952 وضمنها قصائد أخرى كتبها في موسكو قبل سفره إلى بودابست وقد أصدرتها «المصرية للتأليف والنشر والترجمة» عام 1967. والمجموعة الشعرية «لزوم ما يلزم» كتب قصائدها في هنغاريا في العام 1964 وصدرت في العام 1975.
أما أعماله الشعرية في موسكو وبودابست (1959 – 1963) والتي سمَّـيت في مجموعها عن الوطن والمنفى فلم تـُنشر. إذ كتب نجيب سرور رباعيات وقصائد هجائية باللغة الشعبية المصرية ضمنها غيظه وحقده على الكذب والنفاق والخداع الذي اتسمت به السياسة العربية بعد حرب يونيو/ حزيران من عام سبعة وستين واستهجانه للمثقفين العرب الذين صمتوا عن قول الحقيقة أو باعوا أنفسهم لدوائر السياسة وكذلك رفضه لتحولات مجتمعية رآها تنتشر حوله.
في فترة السبعينيات واجهت نجيب سرور ظروف قاسية للغاية وصل فيها اضطهاده وفصله من عمله مدرسًا في أكاديمية الفنون في القاهرة إلى التشرد المأساوي مما حفزه، وهو الإنسان الذي يكره الصمت والخنوع والاستسلام، على كتابة قصائد الساخنة انتقد فيها بشكل لاذع سياسة حكومة أنور السادات تجاه الوطن والشعب وخاصة قمع الحريات العامة وحرية التعبير والتسلط على المثقفين والتنكيل بالمواطنين. تحاملت أجهزة السلطة في حينها على الشاعر فلفقت له التهم المختلفة وساقته إلى مستشفى الأمراض العقلية. وقد تكرر ذلك سعيًا من السلطة لتحطيم نفسية نجيب سرور.
فكتب نجيب سرور ما بين 1969 و1974 قصائد هجائية في قالب الرباعيات سجل فيها ما رآه قلبا للأحوال وسيادة النفاق والتصنع وتحكم التافهين بشروط معيشة وإبداع الموهوبين، بلغة تعد فاحشة وإباحية بكثير من التصريحات الجنسية وكلمات السباب. عرفت في مجموعها بعنوان "؟؟ أميات"، إلا أن من يرونه عنوانا محرجا يؤثرون لأجل تلافي الحرج في معرض حديثهم عن أعمال سرور الإشارة إليها باسم الأميات.
ورغم شهرتها فإنها تعد أقل أعمال نجيب سرور قيمة فنية، وأقربهم إلي الصراخ العصبي الذي أصاب نجيب بعد الإحباط النفسي والإفلاس المادي. ولم تنشر القصائد في حياته لكن تسجيلا صوتيا وهو يلقيه في جلسة خاصة نسخ وانتشر. إلى أن نشر ابنه شهدي نجيب سرور على الويب عام 1998 أجزاء منه مما كان سببا في ملاحقته القانونية وهروبه إلى روسيا حيث يعيش الآن.
في عام 1978 صدرت له «بروتوكولات حكماء ريش» وهي عبارة عن أشعار ومشاهد مسرحية و«رباعيات نجيب سرور» التي كان قد كتبها بين عامي 1974 و1975.
استمر إنتاج نجيب سرور حتى وفاته فقد كتب ديوان الطوفان الكبير وديوان فارس آخر زمن عام 1978 ولكنهما لم ينشرا حتى صدرت أعماله الكاملة في العام 1997.

## عمله النقدي
لنجيب باع كبير في النقد الأدبي والمسرحي. فبالإضافة إلى عمله الكبير رحلة في ثلاثية نجيب محفوظ هناك الكثير من المقالات النقدية مثل «تحت عباءة أبي العلاء» و«هكذا قال جحا» و«حوار في المسرح» و«هموم في الأدب والفن» وغيرها مما لم ينشر في حينه أو نشر في الصحف والمجلات المصرية واللبنانية وغيرها.
مع بدايات نجيب سرور تجد نفسك أمام فنان مرهف الإحساس محب لجميع الناس، صدره واسع، ربما عصبي المزاج أحيانا ً ولكنه ظريف ومرح غالبًا، وفي نفس الوقت تدرك الرصيد الثقافي الكبير عند شاعرنا الذي لا يوفر فرصة للربط الفلسفي والتاريخي وسرد الشواهد من التاريخ والأسطورة ليثبت ما يريد أن يقول.
فرؤية نجيب لما خلف الصور التي تبدو لنا عادية أوصلته إلى حقائق كان من المستحيل نيل قناعة المعنيين بها في ذلك الوقت ولكن الحياة أثبتت صحتها. فلنقرأ ما قاله في قصيدته الشهيرة المسيح واللصوص بعد تعرفه على الكثير من خلفيات الأمور في هنغاريا، البلد الاشتراكي الأوروبي وقد تغلغل النفوذ الصهيوني في صفوف حزبه وحكومته والتي يتهم فيها المسيح بالتساهل والتسامح مع اللصوص مما أعطاهم الفرصة للاهتمام بمصالحهم والمتاجرة بنفس شعارات المسيح عدوهم.
توفي نجيب سرور في 24 أكتوبر 1978 بمدينة دمنهور بمصر عن ستة وأربعين عامًا. فأثار رحيله المبكّر اكتئابًا في نفوس محبيه من الأدباء والفنانين والمفكرين والمناضلين والمكافحين.

## من أعماله
- يس وبهية - كتبها في بودابست قبل عودته من منفاه إلى وطنه.
- آه يا ليل يا قمر - أخرجها جلال الشرقاوي.
- قولوا لعين الشمس..
- آلو يا مصر - حققها ونشرها د.عصام الدين أبو العلا بعد وفاة المؤلف.
- ميرامار: التي اقتبسها من رواية نجيب محفوظ وأخرجها بنفسه لفرقة المسرح الحر عام 1968 على مسرح الزمالك.
- التراجيديا الإنسانية: مجموعة شعرية كتبها بين 1952 و1959. صدرت عن «[الدار المصرية للتأليف والترجمة والنشر]» عام 1967 بالقاهرة.
- نشرت أعماله الكاملة عن الهيئة المصرية العامة للكتاب في ستة مجلدات، اثنان للمسرح واثنان للشعر واثنان للدراسات النقدية. بمراجعة وتحقيق وتقديم الدكتور عصام الدين أبو العلا.

## كتب صدرت عن أعماله الابداعية
- د. عصام الدين أبو العلا: مسرح نجيب سرور. مكتبة مدبولي بالقاهرة 1989.
- محمد السيد عيد: التراث في مسرح نجيب سرور. هيئة الكتاب 1990.
- عن الإنسان الطيب: ديوان كتبه في موروكو فيما بين 1958 و1963 ولم ينشر.
- حوار في الحديقة
- هموم في الأدب والفن
- تحت عباءة أبي العلاء
- هكذا قال جحا.
- خيال الظل - حققها ونشرها د.عصام الدين أبو العلا عام 2007.
- سرور: رواية لطلال فيصل
- رماد حلمك: مرثية لنجيب سرور - وهي أغنية موجودة على موقع اليوتيوب للمغني جوني، كلمات وألحان أنطونيوس نبيل، وإخراج كريم شعبان.

## وفاته
توفي يوم الأربعاء في مدينة دمنهوربمصر تاريخ 22 ذو القعدة 1398هـ الموافق 24 أكتوبر 1978م.

## وصلات خارجية
- نجيب سرور على موقع أرشيف الشارخ.

يمكن مطالعة بعض أعمال نجيب سرور الشعرية في هذا الموقع 
أو: 